# Acordo de licença de usuário final

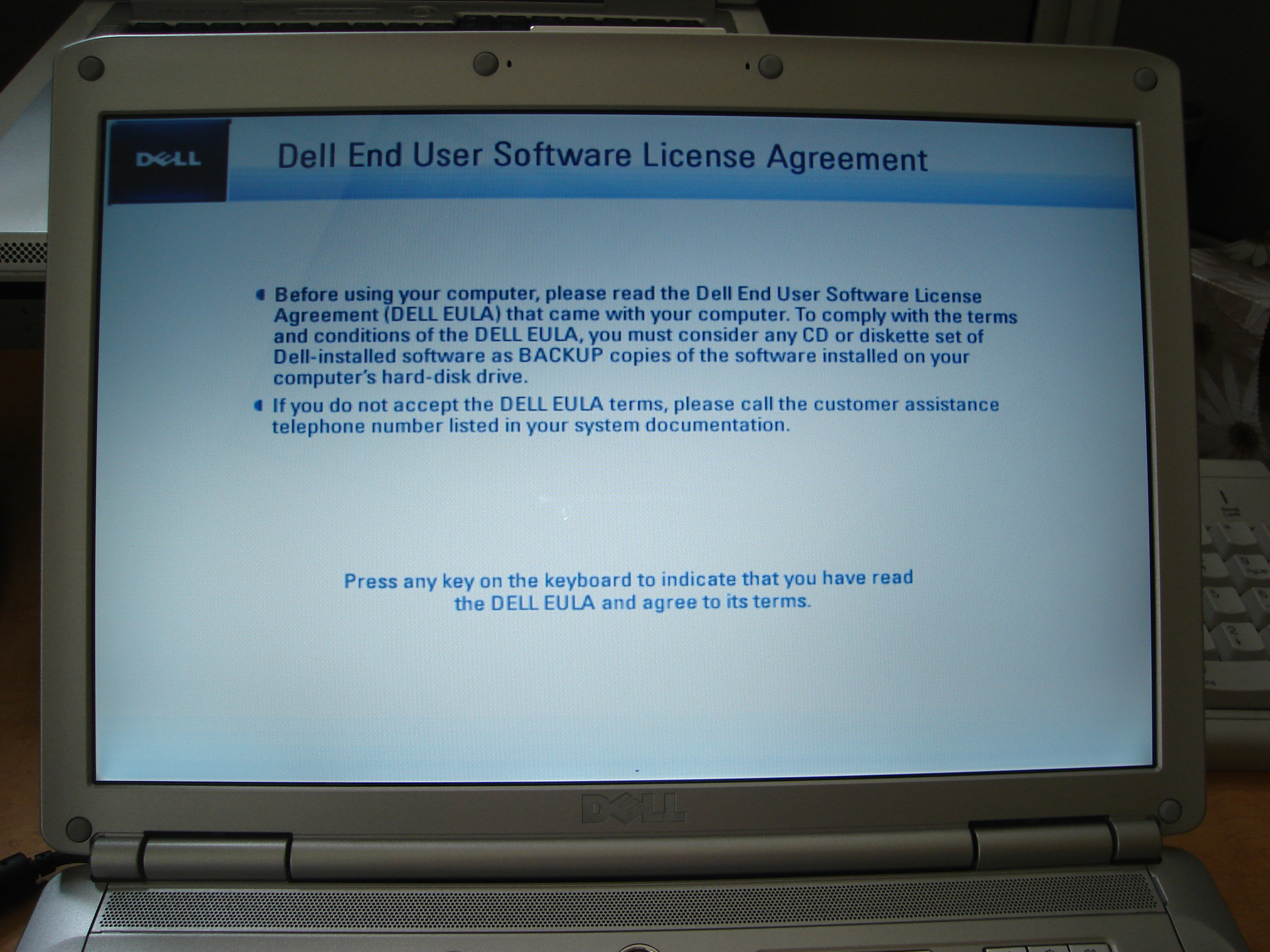
Contrato de licença do utilizador final do software de um computador Dell na primeira utilização.

Acordo de licença do usuário final ou Contrato de licença do utilizador final, tradução do inglês End User License Agreement (EULA), é um contrato de licença de uso de software proprietário estabelecido entre o licenciante e o comprador, que regula o direito deste de utilizar o software. O EULA, muitas vezes é referido como uma "licença de software" que é semelhante a um contrato de locação, o utilizador compromete-se a pagar pelo privilégio de usar o software dentro das condições impostas pelo autor ou editor do software constantes no EULA. Além do software proprietário, também o software livre é por vezes sujeito a um contrato de licença do utilizador final, como no caso do software da Mozilla.